# Etiopiska havet

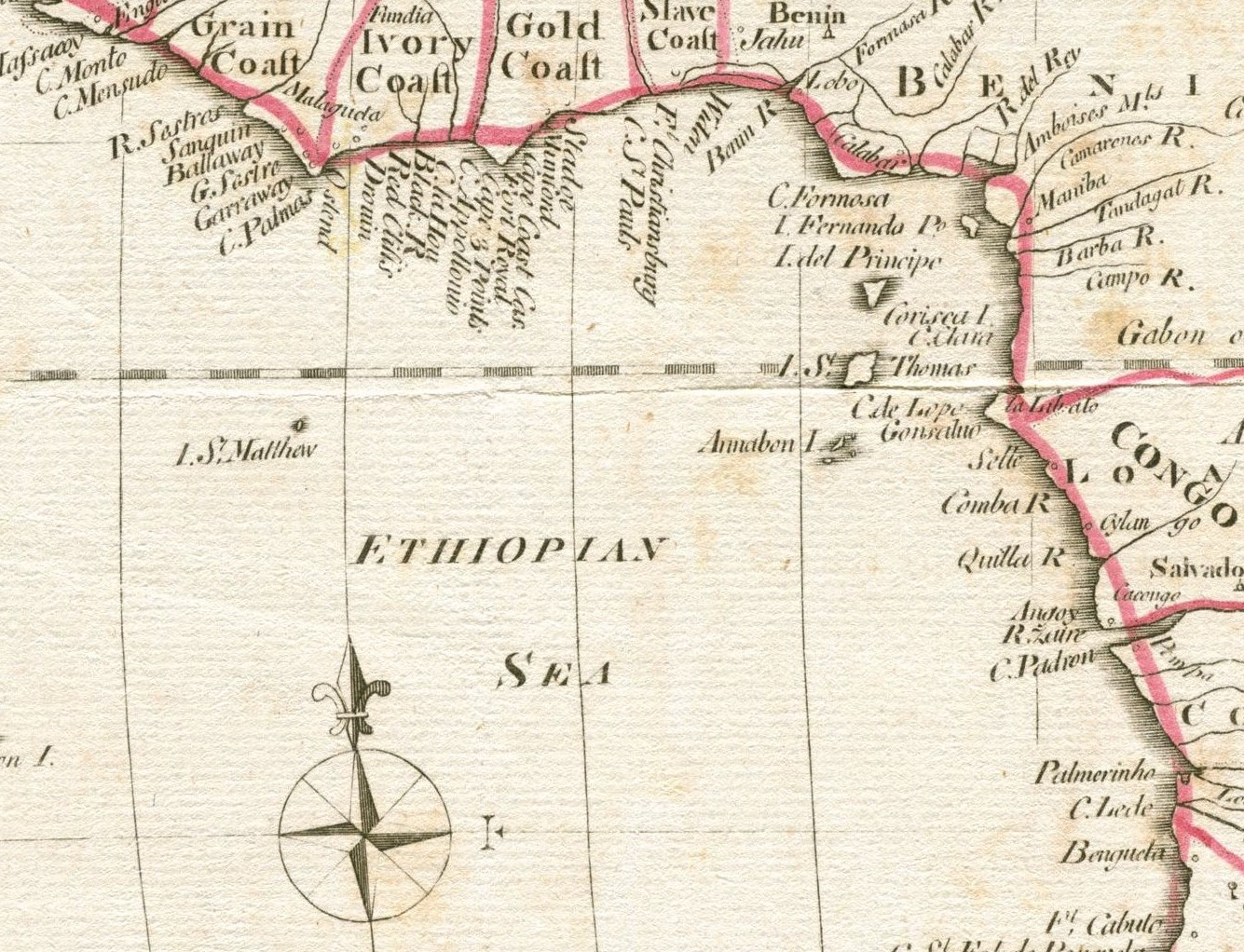
Karta på engelska över Västafrika från 1795, med namnet "Etiopiska havet".

Etiopiska havet, Etiopiska sjön eller Etiopiska oceanen är ett mycket gammalt namn på den södra delen av Atlanten vid Afrikas västkust. Namnet kommer från en mycket gammal trend att kalla hela Afrika för Etiopien, fastän staten Etiopien ligger långt bort från Sydatlanten. Termen Etiopiska oceanen användes ibland ända fram till början av 1800-talet.